# 赤木善光
赤木善光（あかぎ　よしみつ、1929年9月23日 - 2022年3月1日）は、日本の神学者。東京神学大学名誉教授。

## 来歴
福岡県出身。九州大学文学部哲学科卒業、1956年東京神学大学大学院修士課程修了、日本基督教団東中通教会主任牧師、1961年から1962年までフランス・ストラスブールのプロテスタント神学大学博士課程に学び、帰国後東北学院大学講師、1965年東京神学大学講師、1967年助教授、1972年教授、1973年「信仰と権威 -新約聖書からアウグスティーヌスまで」で東京神学大学神学博士。1966年から1986年まで自由が丘教会主任牧師。1998年東京神学大学を定年退職。
2022年3月1日に死去した。

## 著書
- 『信仰と権威 新約聖書からアウグスティーヌスまで』日本基督教団出版局 1971
- 『教会的キリスト教』日本基督教団自由が丘教会出版委員会 1977.12 （自由が丘教会文庫）
- 『聖餐論』日本基督教団自由が丘教会出版委員会 1981.4 （自由が丘教会文庫）
- 『漱石と鑑三 「自然」と「天然」』教文館 1993.11
- 『宗教改革者の聖餐論』教文館 2005.11
- 『なぜ未受洗者の陪餐は許されないのか 神の恵みの手段としての洗礼と聖餐』教文館 2008.11

## 共著
- 『ルターとカルヴァンの神学』 倉松功、日本基督教団出版部 1964 (現代と教会新書)
- 『受肉のキリスト 逢坂元吉郎の人と神学』熊野義孝,石黒美種、新教出版社 1975

## 翻訳
- 『説教・告解・聖餐』リュティ,トゥルナイゼン 新教出版社 1960
- 『神学論文集 カルヴァン』カルヴァン著作集刊行会 1967
- 『教会史概論』W.v.レーヴェニヒ 日本基督教団出版局 1969
- 『アウグスティヌス著作集 第4巻 神学論集』教文館 1979.1
- 「神の国 1」泉治典,金子晴勇共訳『アウグスティヌス著作集 第11巻』教文館 1980.9
- 『キリスト教教理史』ルイス・ベルコフ 磯部理一郎共訳 日本基督教団出版局 1989.3
- 『神学論文集 ジャン・カルヴァン』新教出版社 2003.12